# 보스턴 퍼블릭 가든

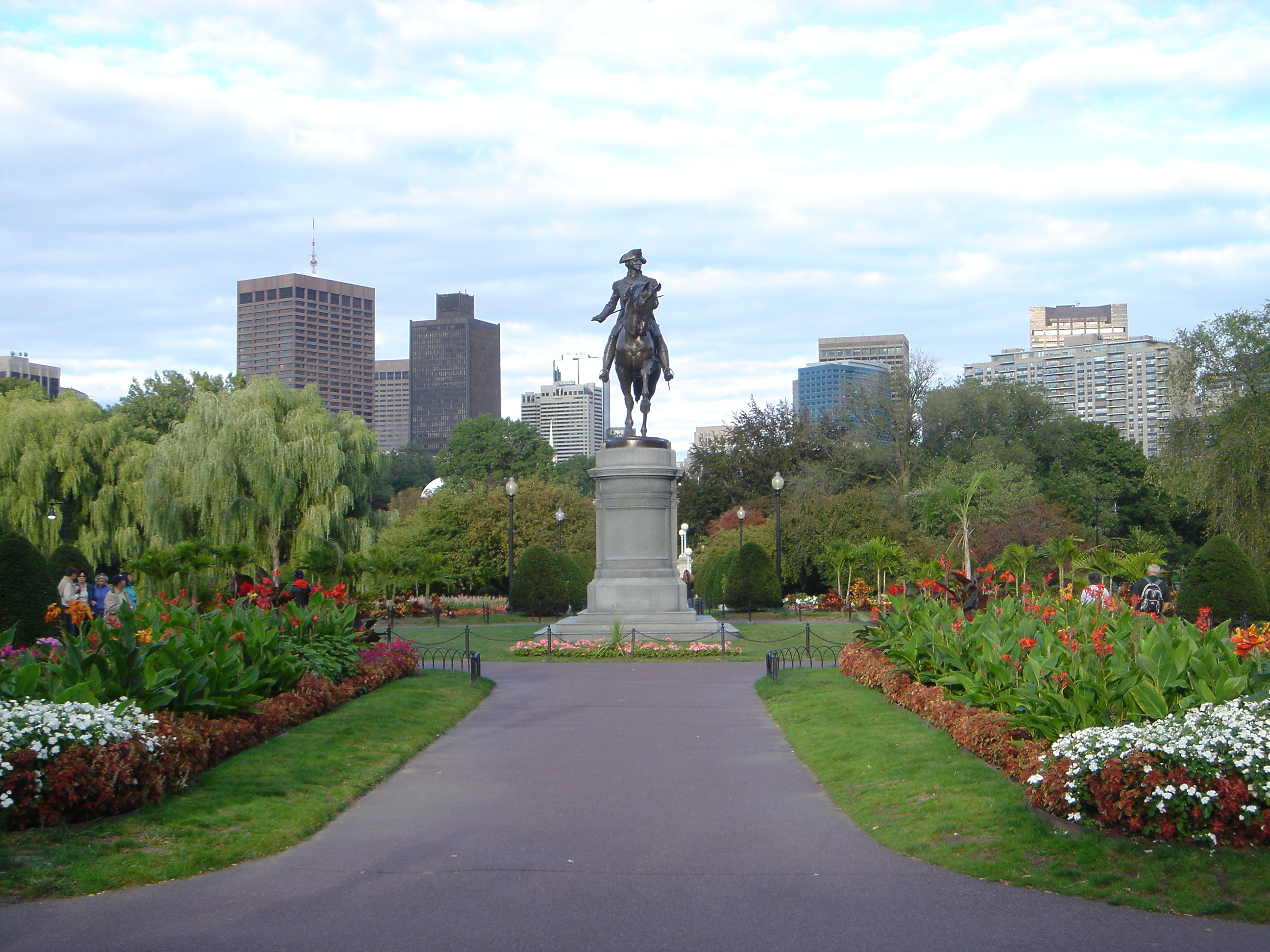
보스턴 퍼블릭 가든

보스턴 퍼블릭 가든(Boston Public Garden)은 미국 매사추세츠주 보스턴의 중심부에 위치한 정원 및 공원으로, 보스턴 코먼 서쪽에 인접해있다. 이 보스턴 퍼블릭 가든과 보스턴 코먼을 기점으로 에메랄드 네클래스라는 홈 공원이 남쪽으로 뻗어있다. 보스턴 퍼블릭 가든은 1837년에 미국 최초의 공립 식물원으로 조경되었으며, 원래는 습지였다. 공원 내에는 조지 워싱턴 동상을 비롯한 수많은 동상이 서있다. 보스턴 퍼블릭 가든에는 매사추세츠 교통국(MBTA)이 운영하는 지하철 그린 라인과 레드 라인의 3개 역을 이용할 수 있어 교통이 편리하다.